# Mistrzostwa Świata Juniorów w Saneczkarstwie 2004
19. Mistrzostwa świata juniorów w saneczkarstwie odbyły się w dniach 31 stycznia–1 lutego 2004 roku w kanadyjskim Calgary. W tym mieście mistrzostwa odbyły się już drugi raz (wcześniej w 1996). Rozegrane zostały cztery konkurencje: jedynki kobiet, jedynki mężczyzn, dwójki mężczyzn oraz zawody drużynowe. W tabeli medalowej najlepsi byli Niemcy.

## Wyniki

### Jedynki kobiet[1]
- Data: Sobota 31 stycznia 2004

| Medal | Zawodniczka          | Narodowość        | Czas     | Strata |
| ----- | -------------------- | ----------------- | -------- | ------ |
|       | Natalie Geisenberger | Niemcy            | 1:29.797 |        |
|       | Nina Reithmayer      | Austria           | 1:29.908 | +0.111 |
|       | Corinna Martini      | Niemcy            | 1:29.967 | +0.170 |
| 4.    | Astrid Scharfe       | Niemcy            | 1:30.188 | +0.391 |
| 5.    | Martina Kocher       | Szwajcaria        | 1:30.211 | +0.414 |
| 6.    | Steffi Kappen        | Niemcy            | 1:30.224 | +0.427 |
| 7.    | Erin Hamlin          | Stany Zjednoczone | 1:30.406 | +0.609 |
| 8.    | Samantha Retrosi     | Stany Zjednoczone | 1:30.518 | +0.721 |
| ...   | ...                  | ...               | ...      | ...    |
| 28.   | Ewelina Staszulonek  | Polska            | 1:33.134 | +3.337 |

### Jedynki mężczyzn[2]
- Data: Niedziela 1 lutego 2004

| Medal | Zawodnik       | Narodowość        | Czas     | Strata |
| ----- | -------------- | ----------------- | -------- | ------ |
|       | Andi Graitl    | Niemcy            | 1:34.095 |        |
|       | Matt McMurray  | Kanada            | 1:34.575 | +0.480 |
|       | Daniel Pfister | Austria           | 1:34.588 | +0.493 |
| 4.    | Samuel Edney   | Kanada            | 1:34.597 | +0.502 |
| 5.    | Peter Penz     | Austria           | 1:34.640 | +0.545 |
| 6.    | Ian Cockerline | Kanada            | 1:34.705 | +0.610 |
| 7.    | David Mair     | Włochy            | 1:35.090 | +0.995 |
| 8.    | Logan Gastio   | Stany Zjednoczone | 1:35.216 | +1.121 |

### Dwójki mężczyzn[3]
- Data: Sobota 31 stycznia 2004

| Medal | Zawodnicy                               | Narodowość        | Czas     | Strata |
| ----- | --------------------------------------- | ----------------- | -------- | ------ |
|       | Peter Penz/Georg Fischler               | Austria           | 1:29.502 |        |
|       | Samuel Edney/Gwyn Lewis                 | Kanada            | 1:29.605 | +0.103 |
|       | Tobias Wendl/Tobias Arlt                | Niemcy            | 1:29.617 | +0.115 |
| 4.    | Mike Gerner/Christian Weise             | Niemcy            | 1:29.759 | +0.257 |
| 5.    | Matthew Mortensen/Garon Thorne          | Stany Zjednoczone | 1:29.914 | +0.412 |
| 6.    | Hans-Peter Fischnaller/Bernhard Prinoth | Włochy            | 1:29.977 | +0.475 |
| 7.    | Preston Griffall/Dan Joye               | Stany Zjednoczone | 1:29.994 | +0.492 |
| 8.    | Iwan Newmerjitski/Władimir Prokorow     | Rosja             | 1:30.200 | +0.698 |

### Drużynowe
| Medal | Zawodnicy | Narodowość        | Czas | Strata |
| ----- | --------- | ----------------- | ---- | ------ |
|       |           | Niemcy            |      |        |
|       |           | Austria           |      |        |
|       |           | Stany Zjednoczone |      |        |

## Klasyfikacja medalowa
| Miejsce | Państwo           |   |   |   | Razem |
| ------- | ----------------- | - | - | - | ----- |
| 1.      | Niemcy            | 3 | 0 | 2 | 5     |
| 2.      | Austria           | 1 | 2 | 1 | 4     |
| 3.      | Kanada            | 0 | 2 | 0 | 2     |
| 4.      | Stany Zjednoczone | 0 | 0 | 1 | 1     |